# 巧克力糖漿
巧克力糖浆是一种甜巧克力味调味料。它是各种甜品的配料或甜点酱，人們會在冰淇淋、布丁和蛋糕等食物中放入巧克力糖漿，或讓巧克力糖漿与牛奶混合制成巧克力牛奶，或讓巧克力糖漿与牛奶和冰淇淋混合制成巧克力奶昔。

## 原料
简单的巧克力糖浆可以由不加糖的可可粉、食糖等甜味剂和水制成。有時還會放入玉米糖漿、麦芽和香草精等调味品。 